# Vuelta a San Juan Internacional

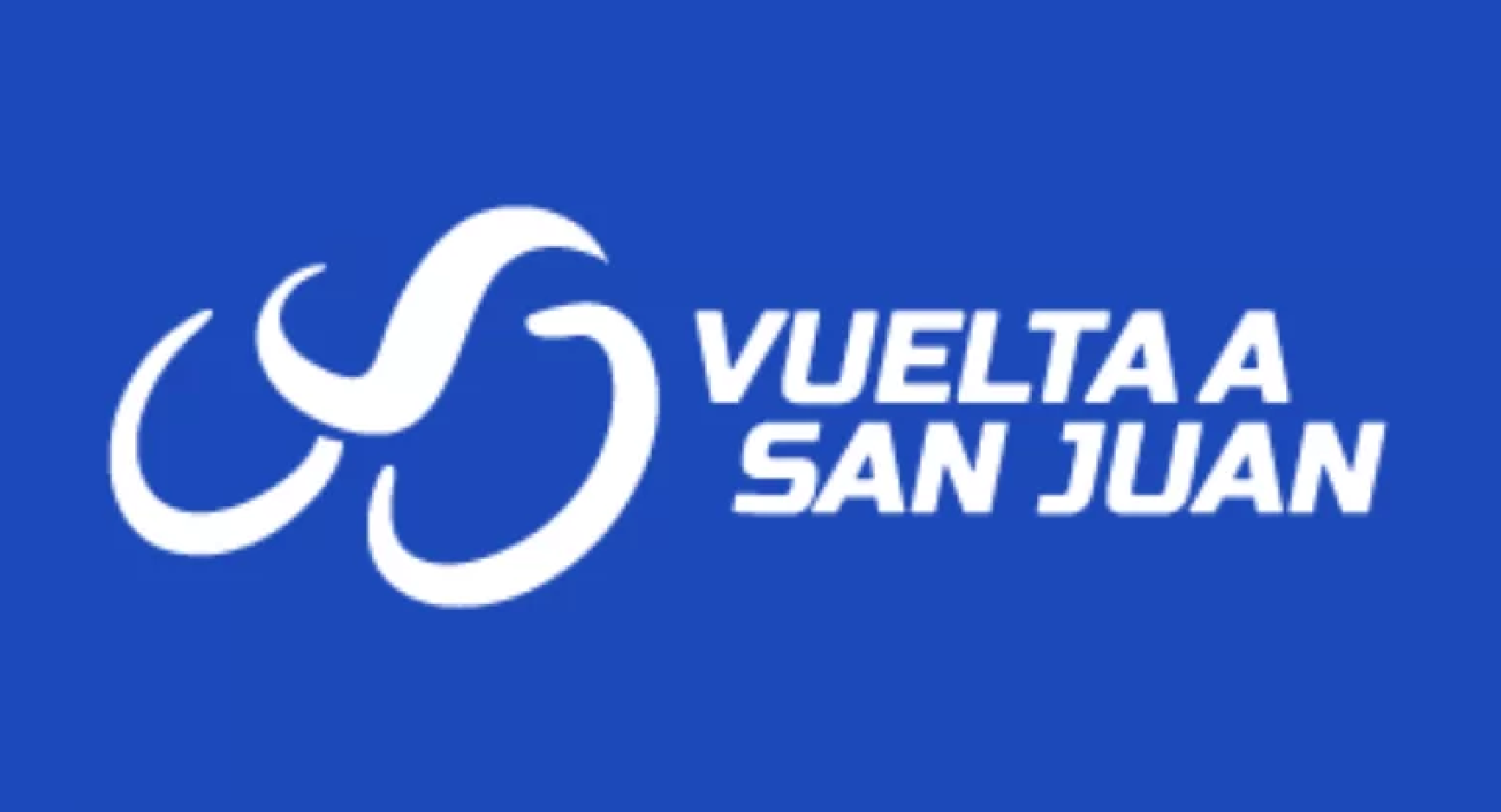
Logo (2023)

Die Vuelta a San Juan Internacional ist ein Etappenrennen für Männer im Straßenradsport, das seit 1982 in Argentinien ausgetragen wird. Seit 2017 ist das Rennen von der UCI in der Kategorie 2.1 eingestuft.
Der Sieger der Austragung von 2018 war zunächst der Argentinier Gonzalo Najar, der aber des Dopings mit CERA, einem Nachfolgeprodukt von EPO, überführt wurde, wie auch sein Teamkollege Gaston Javier. Der Sieg wurde ihm aberkannt, und er wurde für vier Jahre gesperrt. Der Spanier Óscar Sevilla, der den zweiten Platz belegt hatte, wird daher als Sieger geführt.

## Palmarès
| Jahr                                      | Sieger               | Zweiter              | Dritter               |          |
| ----------------------------------------- | -------------------- | -------------------- | --------------------- | -------- |
| 1982                                      | Eduardo Trillini     |                      |                       |          |
| 1983                                      | Víctor Caro          |                      |                       |          |
| 1984                                      | Pedro Chirino        |                      |                       |          |
| 1985                                      | Ramón Sánchez        |                      |                       |          |
| 1986                                      | Ramón Sánchez        |                      |                       |          |
| 1987                                      | Daniel Castro        |                      |                       |          |
| 1988                                      | Luis Moyano          |                      |                       |          |
| 1989                                      | Alberto Bravo        |                      |                       |          |
| 1990                                      | Javier Argonz        |                      |                       |          |
| 1991                                      | Alberto Bravo        |                      |                       |          |
| 1992                                      | Alberto Bravo        |                      |                       |          |
| 1993                                      | Juan Agüero          |                      |                       |          |
| 1994                                      | Juan Agüero          |                      |                       |          |
| 1995                                      | David Kenig          |                      |                       |          |
| 1996                                      | Raúl Ruarte          |                      |                       |          |
| 1997                                      | Eduardo Mulet        |                      |                       |          |
| 1998                                      | Gonzalo Salas        |                      |                       |          |
| 1999                                      | Gustavo Mario Toledo |                      |                       |          |
| 2000 nicht ausgetragen                    |                      |                      |                       |          |
| 2001                                      | Edgardo Simón        |                      |                       |          |
| 2002                                      | Edgardo Simón        | Guillermo Brunetta   | Óscar Villalobo       |          |
| 2003                                      | Óscar Villalobo      | José Antogna         | Juan Esteban Curuchet |          |
| 2004                                      | Óscar Villalobo      | Jorge Giacinti       | Edgardo Simón         |          |
| 2005                                      | Luciano Montivero    | Gustavo Mario Toledo | Javier Páez           |          |
| 2006                                      | Gerardo Fernández    | Claudio Flores       | César Sigura          |          |
| 2007                                      | Luciano Montivero    | Darío Díaz           | Juan Pablo Dotti      |          |
| 2008                                      | Pedro González       | Gabriel Brizuela     | Ricardo Julio         |          |
| 2009                                      | Gerardo Fernández    | Matías Médici        | Luciano Montivero     |          |
| 2010                                      | Juan Pablo Dotti     | Luciano Montivero    | Alvaro Algiró         |          |
| 2011                                      | Daniel Zamora        | Juan Pablo Dotti     | Ignacio Pereyra       |          |
| 2012                                      | Juan Pablo Dotti     | Daniel Zamora        | Emanuel Saldaño       |          |
| 2013                                      | Daniel Zamora        | Roberto Richeze      | Lucas Lopardo         |          |
| 2014                                      | Laureano Rosas       | Ricardo Escuela      | Roberto Richeze       |          |
| 2015                                      | Laureano Rosas       | Ricardo Escuela      | Juan Melivilo         |          |
| 2016                                      | Laureano Rosas       | Juan Pablo Dotti     | Ricardo Escuela       |          |
| Vuelta a San Juan Internacional - UCI 2.1 |                      |                      |                       |          |
| 2017                                      | Bauke Mollema        | Óscar Sevilla        | Rodolfo Torres        |          |
| 2018                                      | Óscar Sevilla        | Filippo Ganna        | Rodolfo Torres        |          |
| 2019                                      | Winner Anacona       | Julian Alaphilippe   | Óscar Sevilla         |          |
| 2020                                      | Remco Evenepoel      | Filippo Ganna        | Óscar Sevilla         |          |
| 2021                                      | abgesagt             | abgesagt             | abgesagt              | abgesagt |
| 2022                                      | abgesagt             | abgesagt             | abgesagt              | abgesagt |
| 2023                                      | Filippo Ganna        | Sergio Higuita       | Einer Rubio           |          |